# Zé do Caixão
Zé do Caixão [ˈzɛ du kaj.ˈʃɐ̃õ] (litt. « Pépé du cercueil »), parfois connu sous sa traduction anglaise « Coffin Joe », est un personnage de cinéma créé et incarné par le réalisateur brésilien José Mojica Marins à partir des années 1960. Personnage de film d'horreur, il est parfois considéré, en termes de popularité, comme le Freddy Krueger ou le Dracula du cinéma brésilien. 
Croque-mort nihiliste et immoral, Zé do Caixão est dans la quête obsessionnelle de la femme idéale et parfaite qui enfantera sa descendance, synonyme selon lui de son immortalité. Il porte un chapeau haut-de-forme et une longue cape noire, et possède de très longs ongles. Il terrorise les habitants de son village à la recherche de la « femme supérieure ».
Les films mettant en scène Zé do Caixão, du fait de l'immoralité et de l'athéisme du personnage, furent censurés durant la dictature militaire que connut le Brésil à partir de 1964.

## Apparitions
Zé do Caixão apparaît pour la première fois dans le film À minuit, je posséderai ton âme sorti en 1964, considéré comme le premier film d'horreur brésilien et constituant, avec la suite Cette nuit, je m'incarnerai dans ton cadavre sorti en 1968, le diptyque fondateur du personnage.
- 1964 : À minuit, je posséderai ton âme (À Meia-Noite Levarei Sua Alma)
- 1965 : O Diabo de Vila Velha, coréalisé avec Armando de Miranda et Ody Fraga (pt)
- 1967 : Cette nuit, je m'incarnerai dans ton cadavre (Esta Noite Encarnarei no Teu Cadáver)
- 1968 : O Estranho Mundo de Zé do Caixão
- 1968 : Trilogia de Terror (en) - segment Pesadelo Macabro
- 1970 : L'Éveil de la bête (O Despertar da Besta)
- 1972 : D'Gajão Mata para Vingar
- 1972 : Quando os Deuses Adormecem (en)
- 1974 : Exorcismo Negro (en)
- 1978 : Délires d'un anormal (Delírios de um Anormal)
- 1980 : A Praga (pt)
- 1981 : A Encarnação do Demônio
- 1983 : Horas Fatais - Cabeças Cortadas
- 1987 : Dr. Frank na Clínica das Taras
- 2008 : L'Incarnation du démon (Encarnação do Demônio)